# Рокитне (зупинний пункт)
Роки́тне — пасажирська зупинна залізнична платформа Рівненської дирекції Львівської залізниці.
Розташована в селі Рокитне Костопільського району Рівненської області на лінії Рівне — Сарни між станціями Моквин (8 км) та Костопіль (5,5 км).
Станом на вересень 2017 р. на платформі зупиняються приміські поїзди.